# Bound
Bound (bra: Ligadas pelo Desejo; prt: Bound - Sem Limites) é um filme estadunidense de 1996 dos gêneros crime e suspense dirigido pelas irmãs Wachowski em sua estréia na direção de longas-metragens. O filme segue Violet, uma sedutora mulher que deseja escapar de seu relacionamento com seu namorado mafioso Ceasar, tendo um caso amoroso com a ex-presidiária Corky; as duas mulheres traçam um plano para roubar dois milhões de dólares em dinheiro de Ceasar, quantia esta oriunda da própria máfia. Bound conta com Jennifer Tilly, Gina Gershon e Joe Pantoliano nos papéis principais.
Foi o primeiro filme dirigido pelas irmãs Wachowskis, a qual se inspiraram em Billy Wilder para contar uma história ao estilo noir cheia de sexo e violência. Financiado por Dino De Laurentiis, o longa foi feito com um orçamento apertado. As diretoras inicialmente lutaram para escalar as personagens lésbicas de Violet e Corky antes de garantir Tilly e Gershon no elenco; para coreografar as cenas de sexo entre as duas, as diretoras contrataram a educadora sexual Susie Bright, que também fez uma aparição no filme.
Bound recebeu críticas positivas dos críticos de cinema que elogiaram o humor e o estilo das diretoras, bem como o retrato realista de um relacionamento lésbico em um filme convencional. Já os contestadores do filme consideraram sua trama superficial e criticaram sua "violência excessiva".

## Enredo
Corky, uma ex-presidiária lésbica, é contratada como pintora e encanadora em um prédio de apartamentos. Ela conhece Violet e Ceasar, o casal que mora ao lado do apartamento a qual está trabalhando. Enquanto Ceasar sai, Violet deliberadamente deixa cair um brinco em sua pia; o proprietário do edifício envia Corky para o apartamento para recuperá-lo. Após Corky fazê-lo, Violet admite que jogou o brinco de propósito na pia para atrair Corky e começa a seduzi-la; elas são interrompidas pela chegada de Ceasar e Corky volta para o apartamento ao lado para continuar seu trabalho. Quando Corky vai embora pra casa mais tarde, Violet a segue até seu caminhão. Elas vão para o apartamento de Corky e fazem sexo. Na manhã seguinte, Violet diz a Corky que Ceasar é um lavador de dinheiro da máfia e que está junto com ele há cinco anos.[carece de fontes?]
Mais tarde, Violet ouve em seu banheiro Ceasar e seus colegas da máfia espancando e torturando Shelly, um homem que está gastando dinheiro demais da máfia. Preocupada com a violência, Violet busca consolo em Corky; ela diz a Corky que quer criar uma nova vida para si mesma, mas que precisa de sua ajuda. Sabendo que Ceasar trará os mais de dois milhões de dólares que Shelly desviou de volta para o apartamento, as duas mulheres traçam um esquema para roubar a quantia.[carece de fontes?]
Depois que Shelly é baleado e morto por Johnnie, filho do chefe da máfia Gino Marzzone, Ceasar retorna ao apartamento com uma sacola de dinheiro completamente suja de sangue. Irritado com Johnnie por matar Shelly em um acesso de raiva e respingar sangue por toda parte, Ceasar passa a lavar, passar e pendurar cada cédula do dinheiro para secar.[carece de fontes?]
Violet explica a Corky que Ceasar e Johnnie se odeiam e que Gino e Johnnie virão buscar o dinheiro de Ceasar. Corky elabora um plano: quando Ceasar terminar de contar o dinheiro, ele irá tomar banho para descansar; enquanto isso, Violet propositadamente deixará cair a garrafa de Glenlivet Scotch que Gino gosta e dirá a Ceasar que ela irá sair para comprar outra; quando ela sair do apartamento, Corky entra, roubará o dinheiro, que estará em uma maleta, e sai; Violet retornará com o uísque e dirá a Ceasar que ela acabou de ver Johnnie partir; surpreso, César verificará a maleta e descobre que ela já não está mais com a quantia, assumindo, dessa forma, que Johnnie o pegou. Corky e Violet creem que Ceasar será forçado a fugir porque Gino assumirá que ele foi roubado por Ceasar e não por seu filho Johnnie; o plano, entretanto, falha quando Ceasar descobre a maleta vazia. Uma vez que ele percebe que Gino pensará que ele o roubou se fugir, Ceasar decide que ele precisa recuperar o dinheiro de volta de Johnnie. Em pânico, Violet diz a Ceasar que irá deixá-lo, mas ele a obriga a ficar sob a mira de um revolver, suspeitando que ela e Johnnie possam ter roubado o dinheiro e o enquadrado.[carece de fontes?]
Corky espera na porta ao lado com o dinheiro enquanto Gino e Johnnie chegam. Depois que Johnnie flerta com Violet e o escarnece, Caesar pega a sua arma e diz a Gino que seu filho roubou o dinheiro; ele mata Gino, Johnnie e Roy, o guarda-costas de Gino. César diz a Violet que eles devem encontrar o dinheiro, desovar os corpos e fingir que Gino e Johnnie nunca chegaram em sua casa para que seus amigos da máfia pensem que eles estão desaparecidos. Incapaz de encontrar o dinheiro no apartamento de Johnnie, Ceasar telefona para Mickey, um amigo da máfia, dizendo que Gino ainda não chegou.[carece de fontes?]
Depois de descobrir que Corky e Violet roubaram o dinheiro, Ceasar as amarra, ameaça torturá-las e exige saber onde está a quantia. Quando Mickey chega ao apartamento, Ceasar faz um acordo com Violet para ajudá-lo a sair da situação crítica. Violet liga para o telefone fixo do celular de Johnnie e convence Ceasar a fingir uma conversa com Gino, explicando que ele e Johnnie estão num hospital da cidade após um acidente de carro; eles conseguem enganar Mickey, que parte para o hospital para procurar Gino e Johnnie.[carece de fontes?]
Corky diz a Ceasar que ela escondeu o dinheiro no apartamento ao lado e ele vai buscá-lo. Violet, entretanto, consegue escapar e liga para Mickey, dizendo que Ceasar roubou o dinheiro e a forçou a ficar quieta. Corky tenta impedir Ceasar de recuperar o dinheiro, mas ele a agride violentamente. Violet chega e, após pegar a arma de Ceasar, ameaça seu marido à mão armada; ela informa que Mickey está a caminho e que ele deve fugir enquanto pode. Quando César se recusa, alegando que Violet não teria coragem de fazer tal coisa, ela dispara um tiro contra ele, matando-o.[carece de fontes?]
Mais tarde, Mickey, que acredita na história de Violet de que seu marido teria fugido com o dinheiro, diz a ela que encontrará Ceasar; Mickey quer que Violet seja sua namorada, mas ela diz a ele que precisa de um descanso. Após se despedir de Mickey com um beijo, ela encontra Corky com sua nova caminhonete, comprada com os dois milhões de dólares roubados, dando um beijo nela e indo embora juntas.[carece de fontes?]

## Elenco
- Jennifer Tilly como Violet
- Gina Gershon como Corky
- Joe Pantoliano como Ceasar
- Mary Mara como mulher do bar
- Susie Bright como Jesse
- Margaret Smith como mulher policial
- Barry Kivel como Shelly
- Christopher Meloni como Johnnie Marzzone
- John P. Ryan como Mickey Malnato
- Peter Spellos como Lou
- Ivan Kane como policial#1
- Kevin Michael Richardson como policial#2
- Richard C. Sarafian como Gino Marzzone
- Gene Borkan como Roy

## Antecedentes e produção

### Concepção

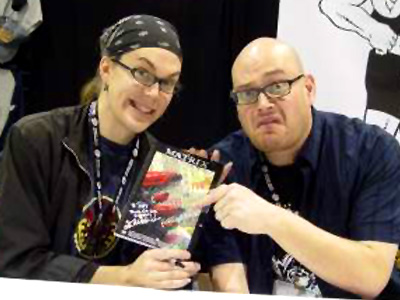
Bound foi a estréia no cinema das irmãs Wachowski como diretoras.

O produtor de cinema Joel Silver havia dito que, depois de trabalharem como roteiristas em Assassinos, as irmãs Wachowski conceberam Bound como uma "peça de audição" para provar que sabiam trabalhar em um set de filmagem. Por outro lado, Lana Wachowski disse que Joel "inventou isso". As próprias Wachowski afirmam que "decidiram simplesmente se concentrar em fazer sua própria estréia na direção". Elas tiveram a ideia de escrever uma história sobre como alguém pode ver uma mulher na rua e fazer suposições sobre sua sexualidade, mas como essas suposições podem estar erradas. Elas queriam brincar com estereótipos e fazer um filme divertido que continha sexo e violência pois esses são os tipos de filmes que as próprias irmãs gostavam de assistir. Vendo o filme noir como um gênero no qual elas poderiam contar uma história contida e convenções de reviravolta, elas descreveram Billy Wilder como uma grande influência.
Quando executivos de alguns estúdios leram o roteiro disseram ás Wachowski que, se elas mudassem a personagem Corky para um homem, estariam interessados; as irmãs recusaram dizendo "esse filme foi feito e refeito um milhão de vezes, não estamos interessados em mudar nada". Dino De Laurentiis, o produtor executivo de Assassinos, ofereceu-se para financiar Bound e sua empresa produziu, dando-lhes "rédea livre" em relação à história. O orçamento do filme foi de cerca de seis milhões de dólares.

### Escolha de elenco
As Wachowski lutaram para escalar os papéis de Violet e Corky. Aparentemente por causa do conteúdo lésbico do filme, poucas atrizes estavam interessadas. Esperava-se que o papel de Violet fosse para Linda Hamilton enquanto Jennifer Tilly interpretaria Corky. Tilly aprovou o roteiro e estava ansiosa para interpretar uma personagem muito diferente dos seus trabalhos anteriores em sua carreira. Quando o papel de Violet ficou vago e Gina Gershon foi ofertada para atuar como Corky, Tilly concordou que Gershon faria um papel melhor da personagem do que ela própria. Gershon percebeu que Tilly se identificava com a personagem de Violet, uma mulher "subestimada por todos os homens ao seu redor" que precisa "jogar o jogo"; ela própria descreve seu papel de Corky como a melhor atuação que ela já fez. Após ser aprovada, Gershon sugeriu Joe Pantoliano para o papel de Ceasar para as irmãs Wachowski. Assim como Gina Gershon, Pantoliano também afirma que de todos os seus "papéis principais" já feitos no cinema, Ceasar é o seu preferido.

### Filmagens
Bound foi rodado em trinta e oito dias em Santa Monica, Califórnia. O diretor de fotografia escolhido pelas Wachowski renunciou sua função na produção com o argumento de que ele não poderia fazer o filme com o orçamento limitado que tinha disponível, bem como não conhecia alguém que acreditava poder fazer isso no lugar dele. Posteriormente, o diretor de fotografia Bill Pope foi contratado por conhecer "um bando de profissionais baratos" que coubessem no orçamento do filme. Pope se envolveu fortemente na criação do estilo visual noir do filme; ele e as Wachowski se inspiraram em HQs e foram influenciados principalmente pela série neo-noir Sin City de Frank Miller. Um dos colegas de Pope era o diretor de som Dane Davis, cujo uma de suas ideias era dar a Corky um "aspecto felino", fazendo um som de "zunido" toda vez que ela passava pela câmera na cena em que ela e Violet planejavam o roubo.
As Wachowski pediram a Joe Pantoliano para assistir O Tesouro de Sierra Madre, de John Huston, e se concentrar no personagem de Humphrey Bogart, a fim de melhor retratar a paranoia de Ceasar. As influências de Gershon para seu papel foram James Dean, Marlon Brando e Clint Eastwood. Gershon e Tilly estavam nervosas em filmar as cenas de sexo e se prepararam bebendo tequila. A ideia da personagem Corky aparecer em algumas cenas tocando um berimbau de boca veio da própria Gershon.
Pouca improvisação ocorreu durante as filmagens devido ao extenso planejamento das diretoras e à visão clara do filme. Porém, nem tudo correu como esperado, pois as cenas de luta entre os personagens bastante detalhadas no roteiro causaram alguns ferimentos nos atores. Barry Kivel, cujo personagem Shelly foi violentamente espancado no banheiro de Ceasar, sofreu um ferimento na cabeça por ter sido golpeado contra o vaso sanitário; nas cenas entre Corky e Ceasar perto do final do filme, Gina Gershon bateu com a mão com tanta força quando ela tirou a arma da mão de Joe Pantoliano que ela precisou de pontos.

### Cenas de sexo
As cenas de sexo entre as duas personagens principais foram coreografadas pela escritora feminista e educadora sexual Susie Bright. As Wachowski eram fãs de Bright e enviaram a ela uma cópia do roteiro com uma carta pedindo que ela fizesse um papel extra no filme. Quando ela leu o roteiro, adorou, principalmente porque as mulheres gostam de fazer sexo e não se desculpam por isso. Desapontada por nunca terem descrito exatamente o que iria acontecer nas cenas de sexo, ela perguntou se poderia ser uma "consultora sexual" para o filme e os diretores concordaram. A principal cena de sexo ambientada no apartamento de Corky foi filmada em um longo plano; as Wachowski acreditavam que isso pareceria mais realista do que vários takes editados juntos. Embora devesse ter sido um cenário fechado, havia muitas pessoas presentes, movendo as paredes do cenário para permitir o movimento total da câmera em torno das atrizes.
Susie Bright apareceu como Jesse, a mulher com quem Corky tenta conversar no bar; a comediante Margaret Smith interpretou a namorada policial de Jesse.

## Temas
As Wachowski descrevem vários temas presentes em Bound. Elas dizem que o filme é sobre "as bolhas [sociais] que as pessoas fazem em suas vidas", que não são apenas os gays que "moram em armários". As diretoras queriam definir todos os personagens de Bound pelo "tipo de armadilha que eles estavam criando de suas vidas". Violet está presa em sua vida com Ceasar e na primeira cena, Corky está literalmente dentro do armário de Violet, amarrada e amordaçada por Ceasar. Essa cena é repetida mais adiante no filme, quando Violet diz: "Eu tinha essa imagem de você dentro de mim..." Esse tema de ficar preso é exacerbado pelo sentimento claustrofóbico criado pelo fato de a maior parte do filme ocorrer no apartamento de Violet e Ceasar, ou no apartamento ao lado em que Corky está trabalhando.
Susie Bright descreveu alguns dos temas especificamente lésbicos do filme. Um é o conceito da mão como um órgão sexual, destacado pela sequência que mostrava abundantemente as mãos de Corky e Violet durante sua relação sexual; o outro é o uso repetido da água como um motivo simbólico para representar as mulheres, presente, por exemplo, quando Corky está recuperando o brinco de Violet da pia. Ela diz que a cena em que Corky e Violet tiveram sua primeira conversa está cheia de "sinais de lésbicas". Ela destaca o fato de que Violet, longe de César, está vestindo jeans e capaz de ser menos abertamente feminina. Jennifer Tilly diz que sempre que Violet está conversando com homens, sua voz se torna aguda e "feminina", fazendo com que ela pareça mais vulnerável e inocente. Joe Pantoliano concorda, dizendo que o resultado é que "todos no filme querem estar com Violet". Segundo Bright, os temas lésbicos mais sutis do filme foram notados e apreciados nas exibições do filme em festivais de temática LGBT.

## Lançamento

### Classificação
Bound foi classificado pela Motion Picture Association of America, a MPAA, com a censura "R" por "forte sexualidade, violência e linguagem". Para alcançar essa classificação, os diretores tiveram que cortar parte da primeira cena de sexo entre Corky e Violet. Foi classificado com as censuras "R" na Austrália, "R18" na Nova Zelândia e "18" no Reino Unido; no Canadá, foi classificado com "R" em Manitoba e Ontário, "18" na Nova Escócia e "16+" em Quebec.

### Distribuição
O filme estreou em 31 de agosto de 1996, no Festival Internacional de Cinema de Veneza e, em setembro, foi exibido no Festival Internacional de Cinema de Toronto. Bound estreou nos cinemas dos Estados Unidos em 4 de outubro de 1996 sob distribuição da Gramercy Pictures, sendo exibido em 261 cinemas durante três semanas. Foi lançado no Reino Unido em 28 de fevereiro de 1997.

### Bilheteria
Bound faturou US$ 3.802.260 nos Estados Unidos e US$ 3.209.057 em outros territórios, perfazendo um total mundial de US$ 7.011.317; no seu fim de semana de estréia, exibido em 261 cinemas, ganhou US$ 900.902, o que representou 23,7% do total bruto. Segundo o Box Office Mojo, o filme foi classificado na posição #161 na lista de bilheteria de filmes lançados nos Estados Unidos em 1996 e na posição #74 na lista de filmes com classificação "R" lançados naquele ano. Em julho de 2012, a posição de Bound no ranking de todos os tempos para filmes relacionados ao mundo LGBT era #59.

### Resposta crítica
O site agregador de críticas Rotten Tomatoes dá a Bound uma classificação positiva de 88% com base em 42 avaliações, com uma média ponderada de 7,84/10; o consenso do site diz: "Os elementos mais sensuais de Bound atraem sua atenção, mas é a direção estilizada, os desempenhos sólidos, o enredo divertido e o seu estilo neo-noir que fazem valer a pena assisti-lo". O Metacritic deu uma pontuação de 61/100 com base em 19 revisões. A direção das Wachowskis foi elogiada, sendo descrita como inteligente, sofisticada e estilosa. O crítico de cinema Roger Ebert disse que sua produção hábil de filmes mostrava virtuosismo e confiança; Marjorie Baumgarten, escrevendo para o The Austin Chronicle, chamou o filme de "estréia impressionante" dizendo que as Wachowski têm "estilo para queimar"; James Kendrick o chamou de um filme sombriamente cômico e impressionante, dizendo que sinalizava muito bem a chegada das Wachowski na direção de filmes. Os críticos do filme incluíram Todd McCarthy, da Variety, que disse que as diretoras não tinham senso de humor e que não tinham profundidade, que o filme era pretensioso, superficial e pesado.
No lançamento de Bound, as Wachowski foram comparadas por muitos aos irmãos Coen; Rita Kempley, do The Washington Post, chegou a chamá-las de "clones dos irmãos Coen". Em particular, foram encontradas semelhanças entre Bound e o primeiro filme dos irmãos Coen, o neo-noir de 1984, Blood Simple. Bryant Frazer, da Deep Focus, chamou de "precursor óbvio". Outros críticos também observaram semelhanças com os filmes de Quentin Tarantino e Alfred Hitchcock.
Janet Maslin, do jornal The New York Times,disse que a terrível violência em Bound provavelmente limitaria sua audiência e Ebert disse que sua violência chocante ofenderia algumas audiências. Alguns críticos disseram que o comportamento violento dos personagens não tinha justificativa moral. Rita Kempley, do The Washington Post, chamou de "crueldade quase insuportável por si só". Todd McCarthy, que considerou inacreditável e antipático o relacionamento central entre as duas mulheres, disse que "apenas porque Violet e Corky se apaixonam, não significa que de alguma forma caiam em um estado privilegiado de graça no qual o comportamento vil pode ser perdoado". Outros críticos estavam menos preocupados, chamando a violência de "comicamente excessiva" e "do estilo Tarantino".
Bound foi elogiado por ser talvez o primeiro filme convencional a ter um relacionamento lésbico em seu enredo sem que a homossexualidade se tornasse um ponto central na história. Emanuel Levy disse que isso é uma fraqueza, que os filmes tradicionais com histórias mais amplas "não representam necessariamente um desenvolvimento positivo na produção de filmes para gays e lésbicas" e que Bound tem "pouco ou nada de revolucionário no cinema lésbico". Jonathan Rosenbaum, em um comentário para o Chicago Reader chamou de "mudança bem-vinda" o fato do filme ter um casal de lésbicas como os personagens principais; Sarah Warn, do site AfterEllen.com, chamou Corky de "a coisa mais próxima de uma lésbica realista e solidária que já vimos em um filme"; Barry Walters, do San Francisco Chronicle, elogiou o filme por mostrar personagens gays que têm uma vida sexual ativa. As cenas de sexo entre Violet e Corky, descritas como explícitas e cheias de vapor, foram admiradas por serem de bom gosto, discretas e realistas. Sarah Warn os chamou de "algumas das melhores cenas de sexo lésbico até hoje em um filme mainstream".
Os três atores principais foram elogiados por suas performances. Ebert disse que Gershon e Tilly eram elétricas juntas, enquanto Bryant Frazer disse que gostaria de ter visto mais da história de amor de Violet e Corky; Gershon foi vista com uma forma mais benevolente em Bound do que em seu trabalho no ano anterior Showgirls. Outros críticos, entretanto, descreveram o relacionamento das personagens na tela como inacreditável e antipático. O desempenho de Tilly foi comparado à sua atuação indicada ao Oscar em Bullets Over Broadway. Pantoliano foi descrito como "muito divertido" e com as "cenas mais complicadas do filme".

## Trilha sonora
A partitura, composta por Don Davis, recebeu um lançamento promocional em 25 de novembro de 1997 pela Super Tracks Music Group, mas nunca foi lançada comercialmente. O orçamento das diretoras para músicas era pequeno; elas queriam usar a música "Garota de Ipanema" e algumas outras de Frank Sinatra, mas não tinham dinheiro para negociarem a aprovação das canções.

## Prêmios e indicações
Bound ganhou o Prêmio do Grande Júri - Menção Honrosa no LA Outfest de 1996 e, no mesmo ano, ganhou uma Menção Honrosa no Festival Internacional de Cinema de Estocolmo. No festival do Fantasporto de 1997 em Portugal, as irmãs Wachowski receberam o prêmio de Melhor Filme internacional, enquanto Jennifer Tilly recebeu o prêmio de melhor atriz. Bound ganhou o GLAAD Media Awards de 1997 de melhor filme (longa-metragem). O filme também foi indicado ao Grand Prix do Belgian Syndicate of Cinema Critics.

## Home media
Bound foi lançado em DVD na Região 1 em 12 de novembro de 1997 pela Republic Pictures. O disco apresentou como bônus o trailer original do filme e um comentário em áudio dos diretores e estrelas. Foi lançado em Região 2 em DVD em 25 de agosto de 2003 pela Pathé, apresentando também os trailers originais, comentários em áudio pelos diretores e estrelas e, além desses, biografias do elenco e dos membros da produção do filme.